# اورسولا کارون
اورسولا کارون (انگلیسی: Ursula Karven؛ زادهٔ ۱۷ سپتامبر ۱۹۶۴) هنرپیشه، نویسنده، مدل اهل آلمان است. وی از سال ۱۹۸۲ میلادی تاکنون مشغول فعالیت بوده‌است.
وی بازیگر مجموعه‌های تلویزیونی همچون درک و پرونده‌ای برای دو نفر بوده است.